# Pelexia ghiesbreghtii
Pelexia ghiesbreghtii är en orkidéart som beskrevs av Szlach., Mytnik och Piotr Rutkowski. Pelexia ghiesbreghtii ingår i släktet Pelexia och familjen orkidéer. Inga underarter finns listade i Catalogue of Life.